# Fernando Burlando
Fernando Andrés Burlando (La Plata, 10 de febrero de 1965) es un abogado argentino.

## Carrera profesional
Comenzó sus estudios de abogacía en la Universidad Nacional de La Plata, egresando el 9 de mayo de 1988. Empezó su carrera profesional en los Tribunales de la ciudad de La Plata. Luego, continuaría su profesión de forma particular. 
Fue partícipe de casos judiciales de impacto público y masivo y se hizo conocido mediáticamente por haber defendido a los barras bravas de Estudiantes de La Plata y a Rafael Di Zeo, jefe de la barra brava de Boca Juniors, por haber participado en el caso del asesinato del reportero y fotógrafo José Luis Cabezas, en defensa de los principales acusados, los horneros Braga, González, Auge y Retana, condenados a cadena perpetua por ser los autores materiales del asesinato. También se lo conoce por haber defendido a Alfredo Pesquera, acusado en el caso de la muerte del cantante Rodrigo Bueno.
Por otro lado, es reconocido por haber sido defensor de aquellos que estaban en apuros con la justicia, ya sea Giselle Rímolo, Horacio Conzi, Diego Maradona, el banquero Francisco Trusso y los gerentes del caso Skanska, logrando que les pagaran millonarias sumas en sus indemnizaciones.

### Caso Cabezas
En el caso del crimen del fotógrafo José Luis Cabezas, Burlando fue el abogado defensor de los asesinos, que integraban la banda Los Horneros.

### Caso Candela Sol Rodríguez
También fue partícipe del caso Candela Sol Rodríguez (secuestrada y asesinada en agosto de 2011) y fue defensor de Carola Labrador, madre de la víctima.

### Caso Maradona contra Villafañe
Representó a Claudia Villafañe en el Caso Maradona contra Villafañe, iniciada en el año 2015 a favor de Claudia Villafañe enfrentándose al abogado de Diego Maradona en ese entonces, Matias Morla.

### Caso Fardín contra Darthés
También actuó en el Caso Fardín contra Darthés, en el año 2018, Burlando defendió al actor Juan Darthés, denunciado por la actriz Thelma Fardin en una acusación por violación y abusos sexuales.

### Caso Fernando Báez Sosa
Actualmente, se encuentra participando del caso Fernando Báez Sosa. Burlando se ofreció ad honorem a representar a la familia Báez, el 25 de enero de 2023, expuso como la parte acusatoria pidiendo sentencia perpetua para todos los acusados y el día 6 de febrero de 2023, él junto al abogado Fabián Améndola lograron la condena perpetua para cinco de los ocho acusados por el crimen realizado.

"Esto recién comienza, una justicia débil al momento de evaluar sentencias creo que no es justicia, personalmente entendemos que los tres acusados que se vieron beneficiados con una condena de 15 años es nuestro objetivo de aquí en adelante" más tarde aclaró "El tribunal tuvo clemencia con los acusados", los periodistas le preguntaron si vio que Maximo Thomsen se desmayó, a lo que él contesto "Así le pegaron a Fernando, desmayado".
Fernando Burlando  para los 50 medios presentes minutos después del juicio 

### Caso Cecilia Strzyzowski
En el caso de la desaparición y presunto femicidio de Cecilia Strzuzowski, Burlando actualmente representa a Gloria Romero, la madre de Cecilia.

### Caso Loan Peña
Actualmente está trabajando en el caso de desaparición de Loan Danilo Peña, niño de 5 años que desapareció en la provincia de Corrientes. El 24 de junio de 2024, se ofreció a representar ad honorem a los padres de la víctima, José Peña y María Noguera, en un caso que podría estar relacionado con la trata infantil. 

## Vida pública
En 2013, fue tapa de la revista Noticias junto con Ana Rosenfeld y Miguel Ángel Pierri, por ser abogados al frente de causas judiciales que generaron interés en la opinión pública. En 2015, participó del "Bailando 2015" junto a Bárbara Franco y con sus entrenadores, Marcos Gorosito e Inés Zunino. Llegó a bailar en silla de ruedas, pero en el Adagio quedó eliminado ante Ailén Bechara.

### Televisión
| Año           | Título                              | Rol                               | Notas           |
| ------------- | ----------------------------------- | --------------------------------- | --------------- |
| 2015          | Bailando 2015                       | Participante junto a Barby Franco | 10.º eliminados |
| 2023          | The Challenge Argentina: El Desafío | Participante                      | 1.er eliminado  |
| 2023-presente | Polémica en el bar                  | Panelista                         |                 |